# Apanteles paradoxus
Apanteles paradoxus är en stekelart som beskrevs av Muesebeck 1958. Apanteles paradoxus ingår i släktet Apanteles och familjen bracksteklar. Inga underarter finns listade i Catalogue of Life.